# بخش بصیرهات
بخش بصیرهات (به انگلیسی: Basirhat district) یک منطقهٔ مسکونی در هند است که در بنگال غربی واقع شده‌است. بخش بصیرهات ۱٬۷۴۴٫۵۷ کیلومتر مربع مساحت و ۲۰٬۸۲٬۸۷۰ نفر جمعیت دارد.